# Rustin Cohle
Rustin Spencer "Rust" Cohle je fiktivní postava v americkém televizním seriálu Temný případ.

## Osobnost
Rustin Cohle je talentovaný detektiv velmi oddaný své práci, protože nemůže v ničem jiném najít útěchu. Je zvláště proslulý svou schopností dostat z podezřelých přiznání. Známý je i tím, že s sebou stále nosí veliký zápisník, protože věří, že se mu s pomocí poznámek a nákresů podaří případ vyřešit.

Od tragické smrti své dcery nenalézá Rust útěchu skrze náboženství a vnímá svět pouze jako čisté fyzično. Popírá význam náboženství v šedém světě plném smrti a bolesti, nesnáší lidskou touhu hledat lepší život skrze víru a boha.

## Život
Rustin kdysi pracoval jako policejní důstojník na policejním oddělení v jižním Texasu, byl ženatý a měl dceru Sophii. V roce 1980 vjela jeho dvouletá dcera na své tříkolce do zatáčky, kde ji srazilo auto. Podle lékaře upadla přímo do kómatu a nakonec zemřela. Rustovou jedinou útěchou bylo, že zemřela jako šťastné dítě, bezbolestně. Později se Rust domnívá, že ho jeho dcera svou smrtí v útlém dětství ušetřila hříchu otcovství. Rustův sňatek s jeho ženou Claire nemohl přečkat bolest, po Sophiině smrti se vzájemně obviňovali a Claire svého manžela brzy poté opustila.